# Kozelník
Kozelník (allemand : Koselnik) , est un village de Slovaquie situé dans la région de Banská Bystrica.

## Histoire
Première mention écrite du village en 1424.

## Démographie

### Évolution de la population
| Année:               | 1994. | 2004.   | 2014.    | 2024.   |
| -------------------- | ----- | ------- | -------- | ------- |
| Nombre de personnes: | 213   | 205     | 177      | 174     |
| Différence:          |       | -3,75 % | -13,65 % | -1,69 % |

| Année:               | 2023. | 2024.   |
| -------------------- | ----- | ------- |
| Nombre de personnes: | 167   | 174     |
| Différence:          |       | +4,19 % |